# Khor Fakkan
Koordinaten: 25° 20′ N, 56° 21′ O

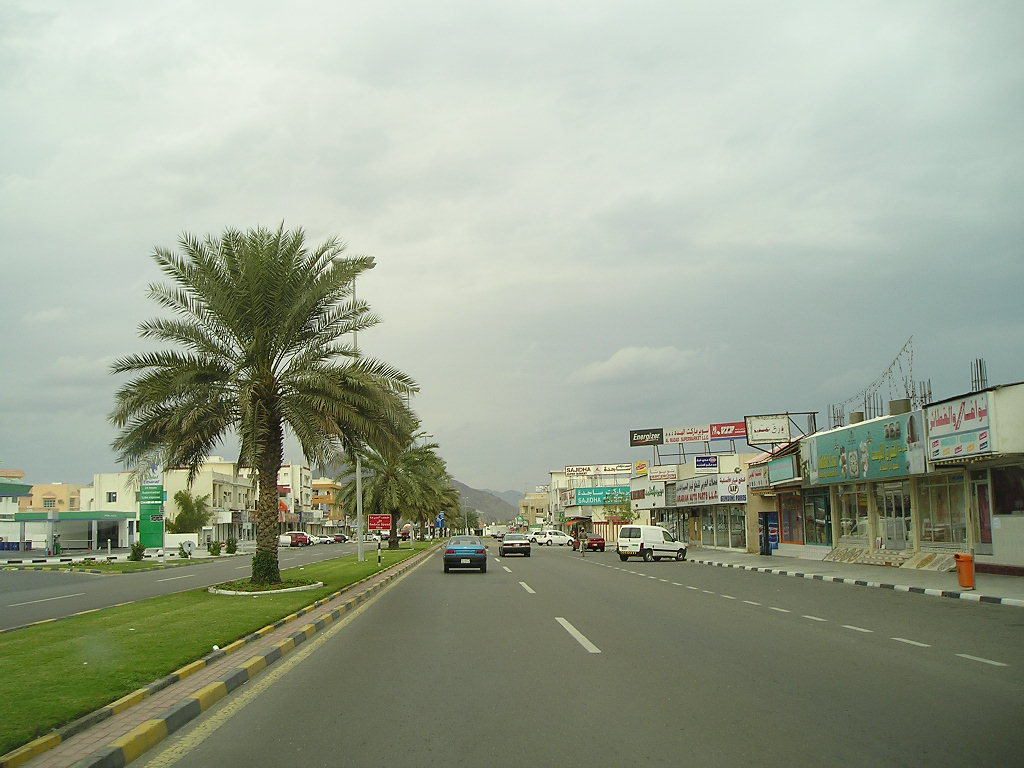
Straßenszene in Khor Fakkan.

Briefmarke für das Postgebiet Khor Fakkan vom 1. Mai 1966.

Khor Fakkan (arabisch خور فكان, DMG Ḫaur Fakkān, auch Chaur Fakkan oder Chūr Fakkan) ist eine Stadt in den Vereinigten Arabischen Emiraten. Sie liegt am Golf von Oman, ist umgeben vom Emirat Fudschaira, gehört aber als Exklave zum Emirat Schardscha. Die Stadt besitzt einen Hochseehafen mit einem Container-Terminal.
Khor Fakkan bildet zusammen mit der kleinen, rund acht Kilometer südwestlich gelegenen Binnenexklave Nahwa die gleichnamige Gemeinde Khor Fakkan.

## Geschichte
1580 erwähnte der venezianische Juwelier Gasparo Balbi „Chorf“ in einer Liste von Orten an der Ostküste der heutigen Vereinigten Arabischen Emirate, das von Historikern als das heutige Khor Fakkan angesehen wird.
Die Portugiesen bauten dort ein Fort, welches aber 1666 geschleift wurde. Im Logbuch des holländischen Schiffes Meerkat werden dieses Fort und ein anderes unter dem Namen Gorfacan erwähnt, in Verbindung mit einer Siedlung, bestehend aus 200 kleinen Holzhütten. Die Siedlung war umgeben von Dattelpalmen und Feigenbäumen, in der Siedlung gab es Brunnen, die zur Bewässerung genutzt wurden.
1737 wurde Khor Fakkan von den Persern erobert, und ab 1765 gehörte die Stadt der im Emirat Schardscha herrschenden Scheich-Familie. Von 1903 bis 1952 war Khor Fakkan Teil des von Schardscha während dieses Zeitraums abgespaltenen Emirats Kalba, dessen Hauptteil 30 Kilometer südlich, ebenfalls am Golf von Oman, liegt.
Während des Zweiten Weltkrieges wurde das deutsche U-Boot U 533 vor der Küste versenkt. Das Wrack befindet sich 40 km von Khor Fakkan entfernt. Von 1965 bis 1969 bildete die Exklave ein eigenständiges Postgebiet und gab Briefmarken mit der Inschrift Sharjah & Dependencies - Khor Fakkan heraus.

## Heutige Bedeutung
Die Stadt bezieht die heutige Bedeutung hauptsächlich durch den wichtigen Seehafen, ebenfalls auch durch die Touristik. Außerhalb des Hafens gibt es attraktive Strände und Korallenbänke, an denen getaucht werden kann.

## Stadtgliederung
Zu den Stadtteilen von Khor Fakkan gehören, von Norden nach Süden:
Zebara,
Al Lulayyah,
Al Mudifi,
Hayawa,
Khalidia,
Al Reefa,
Al Sharque